# Tenuidactylus bogdanovi
Espèce
Tenuidactylus bogdanovi est une espèce de geckos de la famille des Gekkonidae.

## Répartition
Cette espèce se rencontre en Ouzbékistan et dans le sud du Tadjikistan.

## Publication originale
- (en) Nazarov & Poyarkov, 2013. A taxonomic revision of the genus Tenuidactylus Szczerbak & Golubev 1984 (Reptilia, Squamata, Gekkonidae) with a description of a new species from central Asia. Zoologicheskii zhurnal  (Зоологический журнал) vol. 92 no 11, p. 1312-1332.